# 日本基督教団堅田教会
日本基督教団堅田教会（にほんきりすときょうだん かたたきょうかい）は、滋賀県大津市本堅田に存在する日本基督教団に属する教会。
教会の建物はウィリアム・メレル・ヴォーリズによって手掛けられた登録有形文化財。

## 建築

### 教会堂
- 1930年 (昭和5年)築、木造2階建、鉄板葺一部スレート葺、建築面積178平方メートル。単廊式の会堂で，会堂部にはキングポストの簡潔な小屋組を顕わす。正面中央上部にチューダーアーチの４連窓を開け，右手にトンガリ屋根の角塔をあげた特徴的な外観

### 塀
- 1930年築、煉瓦造、延長15.5メートル。赤煉瓦１枚厚、長手積みの塀で、高さは煉瓦12段に押さえられおり、会堂玄関前に教会らしい開放的な空間を造りだしている。最上段は煉瓦の長手面を下にし、45度振って笠石的扱いとしている点に特徴。

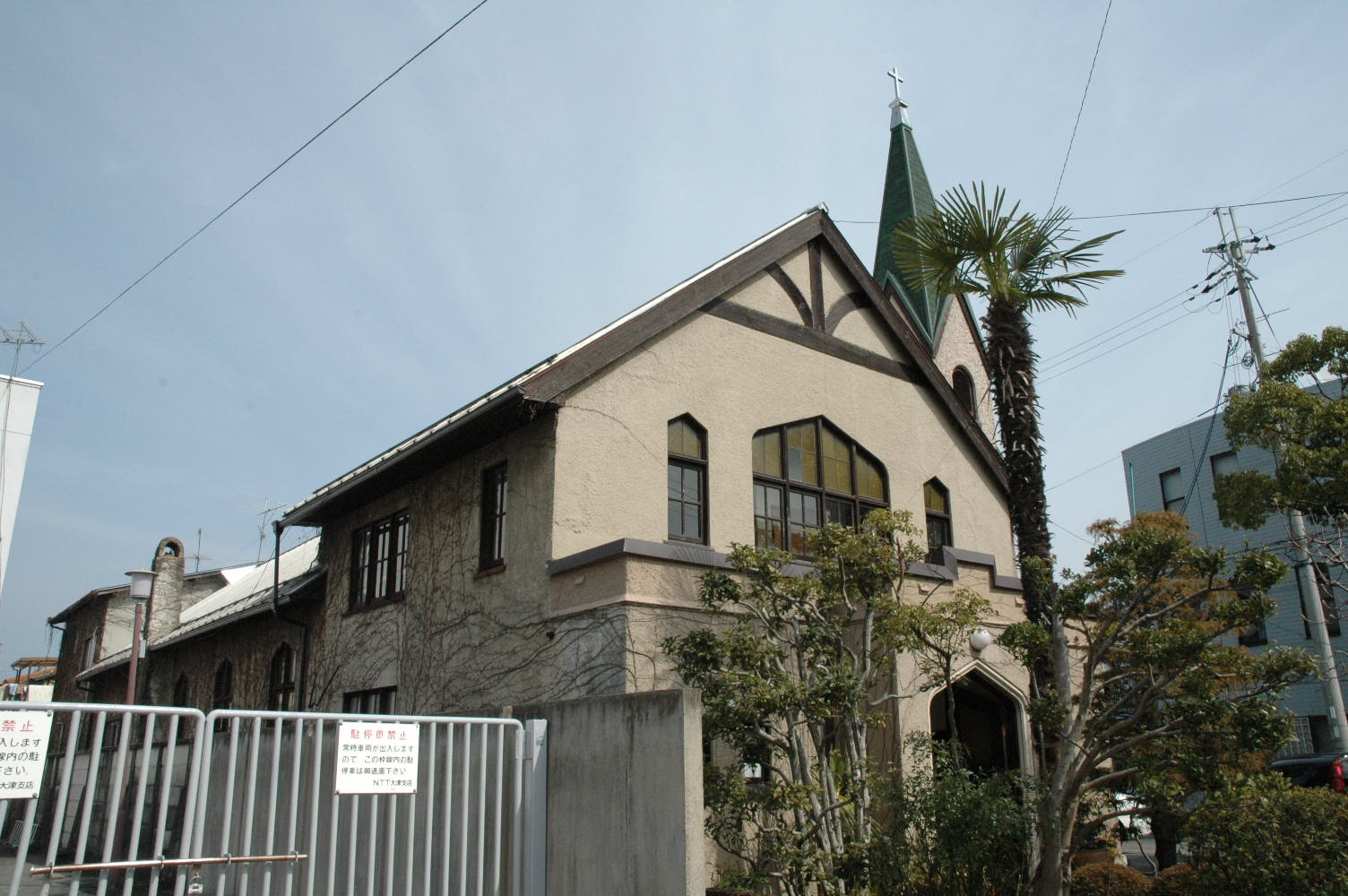
西からの教会堂
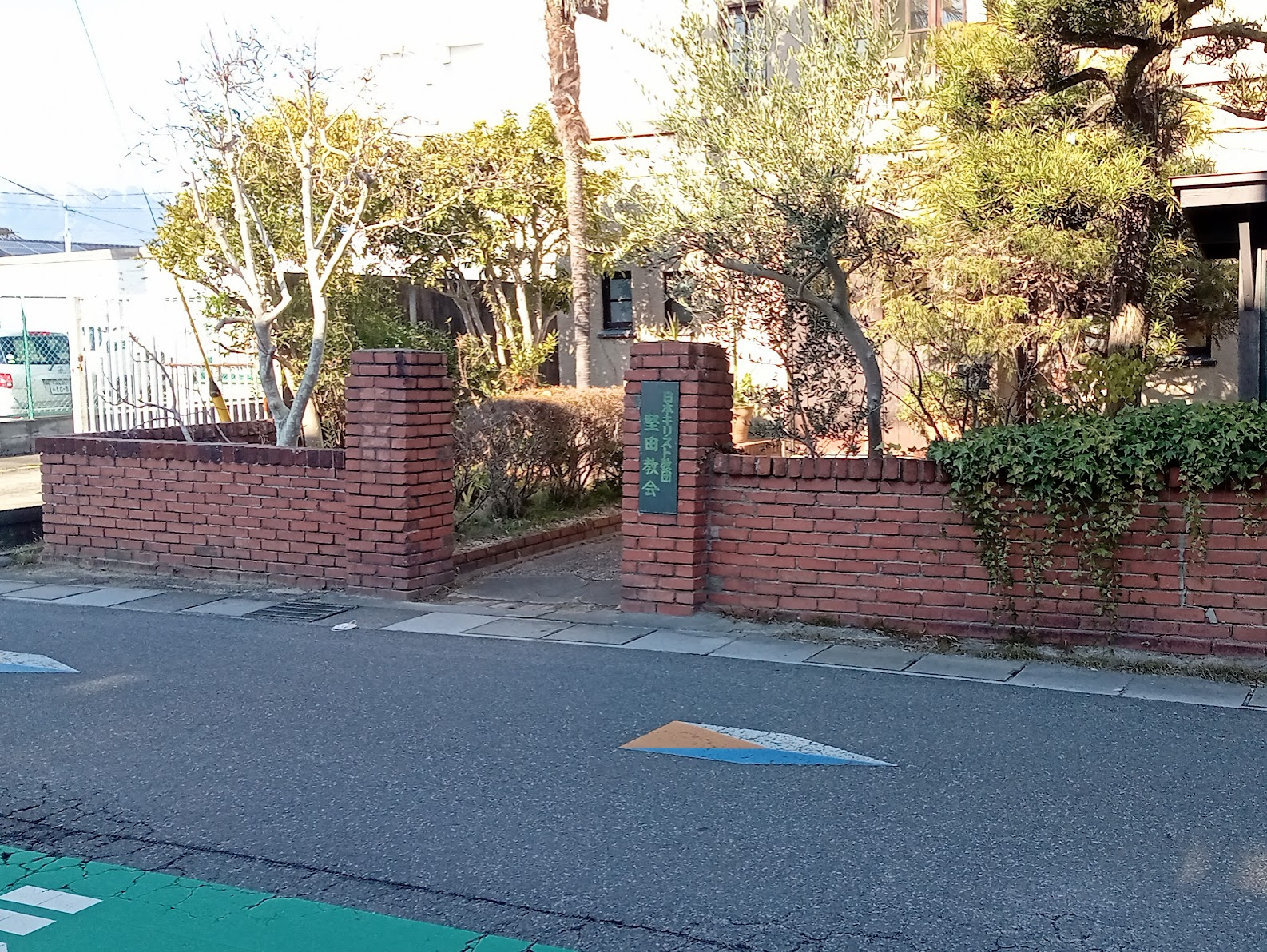
塀